# Jean-Louis de Marne
Cet article concerne le peintre franco-belge. Pour la localité néerlandaise du même nom, voir De Marne.
Jean-Louis de Marne, parfois orthographié Demarne ou Demarnette, est un peintre et graveur de genre français, né à Bruxelles en 1752 et mort le 24 mars 1829 aux Batignolles.

## Biographie
Dans quelques actes de famille, on trouve le mot « Marnette » seul ou associé à celui de « Marne ». Cela provient de l'imprécision des scribes du XVIIIe siècle dont l'orthographe fantaisiste estropiait les noms sans vergogne.
Certains critiques d'art ont cru, parce que J.-L. de Marne était né à Bruxelles, pouvoir attribuer à son ascendance une origine flamande. Si de Marne est né fortuitement à Bruxelles, c'est que ses parents, comme tous les ménages de militaires, devaient souvent changer de garnison. Son père Jean-Joseph était officier au service de l'empereur d'Autriche et avait épousé Anne-Ernestine-Christine, née baronne de Ausechutz.
Après la mort de son père, il arrive à Paris à l'âge de douze ans. Il y passe sa jeunesse, élève du peintre d'histoire Gabriel Briard en 1769-1770. Il échoue au Prix de Rome en 1772 et 1774. C'est alors qu'il se tourne vers la peinture de genre. Il s'inspire, comme Nicolas Antoine Taunay et Jean-Frederic Schall, des peintres hollandais en pleine vogue à Paris au début du XIXe siècle.
Il est agréé en 1783 à l'Académie comme peintre d'animaux et expose au Salon. Il effectue cette même année un séjour en Suisse avec Nicolas Antoine Taunay.
Il abandonne rapidement la peinture d'histoire pour se consacrer exclusivement à la peinture de genre et à la peinture animalière.
Le 7 janvier 1788 Jean-Louis de Marne épouse à Saint-Eustache Olive Le Grand, originaire de Dieppe et de dix ans sa cadette. Ils ont trois enfants.[réf. nécessaire]
Il a travaillé pour la manufacture de porcelaine Dihl et Guérhard, utilisant la peinture mise au point par Christophe Dihl au sujet de laquelle le peintre et critique d'art Charles-Paul Landon remarquait qu'elle permettait une exécution méticuleuse et donnait un effet scintillant.
Il a la jouissance d'un logement avec atelier au « musée des Arts » à la Sorbonne dès 1801 et au moins jusqu'en 1819 et plus probablement jusqu’en 1821, année où tous les artistes sont délogés de l'ancienne Sorbonne pour faire place à la faculté de Théologie. 
Le 23 avril 1828, par décision royale, il est nommé chevalier de la Légion d'honneur.
Jean-Louis de Marne meurt aux Batignolles le 23 mars 1829, à l’âge de quatre-vingt-cinq ans, et est inhumé au cimetière du Père-Lachaise (28e division).
Sa fille Anne Caroline Demarne a épousé l'artiste peintre Pierre-Rémy Robert (v. 1783-1832), futur chef de l'atelier de peinture sur verre de la manufacture de porcelaine de Sèvres (voir Louis-Rémy Robert).

## Œuvre

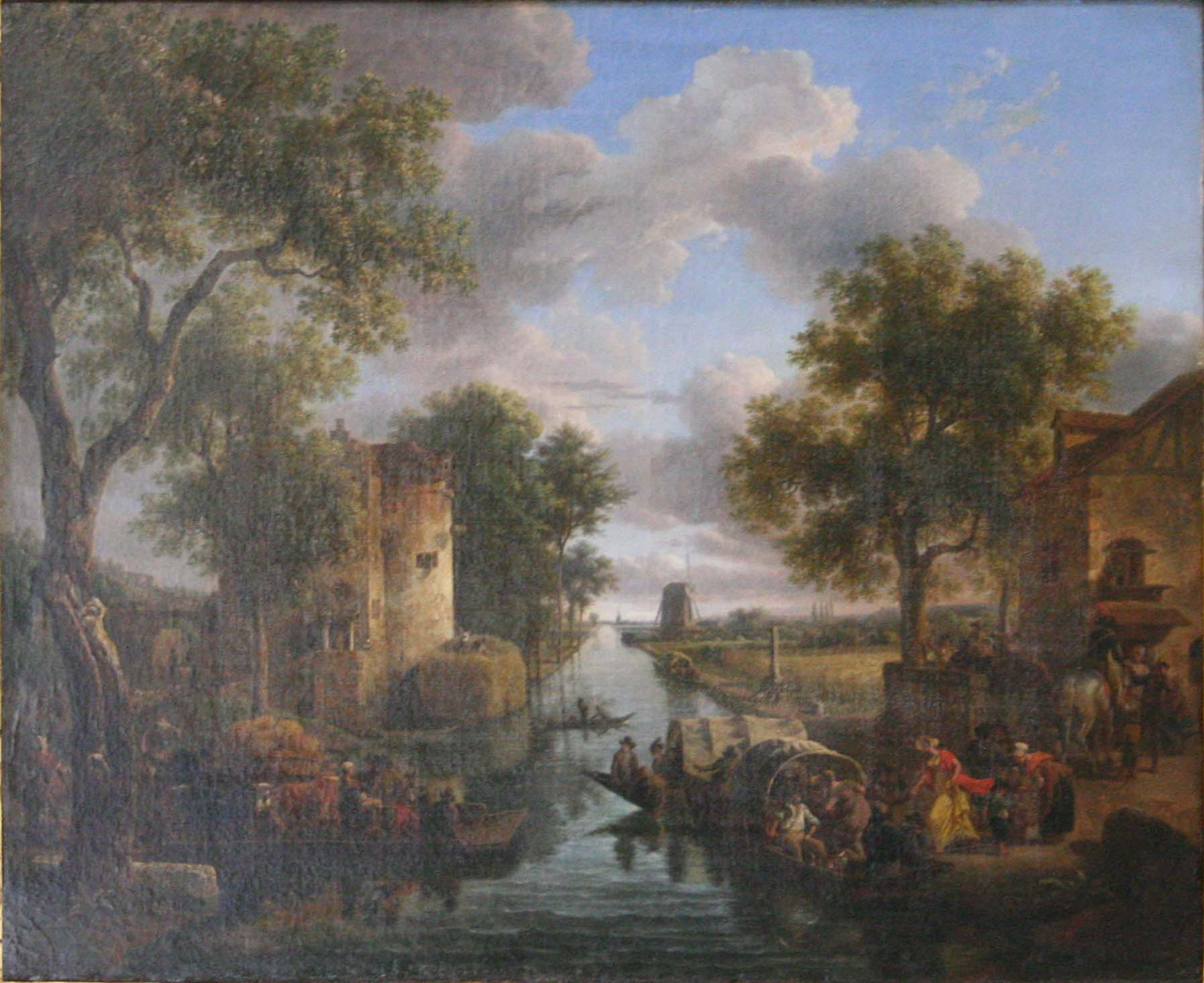
Le Canal.

Il a peint une foule de tableaux de genre dans lesquels les personnages, les animaux et le paysage se mélangent pour recréer tantôt l'atmosphère champêtre et grouillante d'une foire du XVIIIe siècle, tantôt le calme d'une route pavée de campagne.
Pour ses scènes de genre et de cabaret, il s'inspire de petits maîtres néerlandais du XVIIe siècle comme Paulus Potter, Dirck van Bergen ou Adriaen Van de Velde (Saltimbanques devant une auberge, 1824, musée de Grenoble). Ses paysages rejoignent par leur réalisme ceux de Lazare Bruandet ou de Georges Michel (le Coup de vent, 1817, musée de Dijon).
Il prend part aussi au Préromantisme dans la mesure où il ne se tourne pas vers l'Antiquité, mais plutôt vers le Moyen Âge et le XVIIe siècle. 
Il lui arrive également de jouer le rôle de chroniqueur de son temps. Ainsi, le 27 mars 1806, une lettre officielle de Vivant-Denon, directeur général du Musée Napoléon, l'informe que l'Empereur l'a choisi pour peindre l’Entrevue de Napoléon et de Pie VII dans la forêt de Fontainebleau, le 24 novembre 1804, 1808, Musée national du Château de Fontainebleau.
Sa meilleure période fut certainement entre 1792 et 1808.

## Critique contemporaine à propos des tableaux exposés au Salon de 1812
« Relevé fait depuis dix ans, M. Demarne en étoit, lors de la dernière exposition, à son troisième canal, sa sixième foire, son dixième grand chemin; et voici encore cette année, quatre grands chemins, une foire et deux canaux. Nous avons aussi, comme en l'an 1808, une procession de village, puis le départ ou le retour du soldat, puis le troupeau d'oies. De ces tableaux, quelques-uns, non pas tous, sont fort jolis; mais cela ne suffit pas. L'ennui naquit un jour de l'uniformité. Il y a, comme on vient de le voir, déjà quelques années que ce jour est passé; l'ennui commence à se faire grand... »

— Maurice Boutard, « Salon de 1812, n° XV », Le Journal de l'Empire,18 janvier 1813, page 3.

## Œuvres exposées
Son œuvre très abondante, où dominent les petits formats et les compositions aérées et vivantes, est bien représentée dans les musées de province comme à Amiens, Besançon (la Noce comtoise), Cherbourg, Dijon, Dunkerque, Sèvres, Montpellier, Quimper et dans les musées russes : Saint-Pétersbourg, Moscou. Plusieurs tableaux de l'artiste sont également exposés au musée du Louvre.

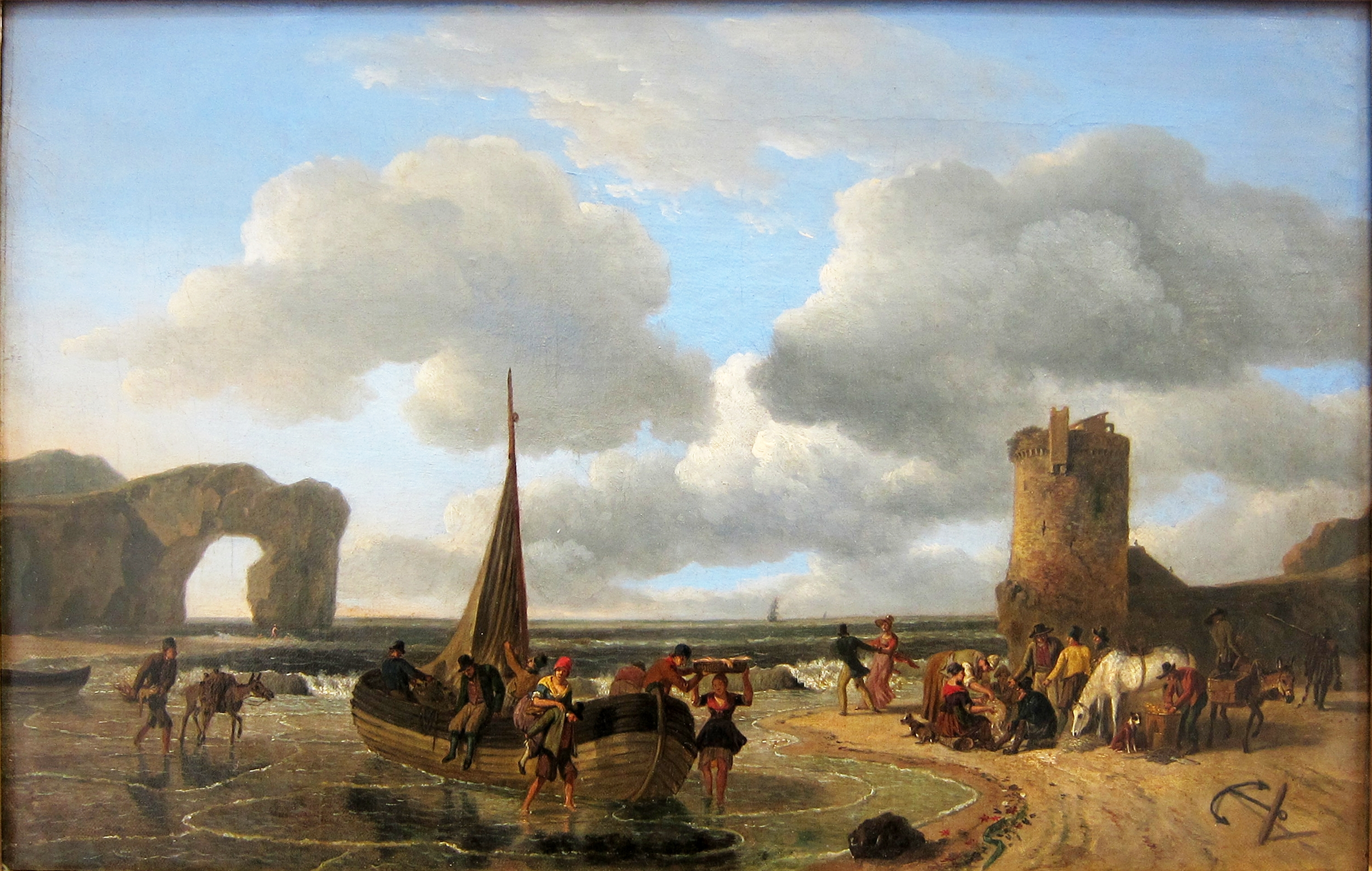
Vue prise sur le bord de la mer au Musée Thomas-Henry de Cherbourg.

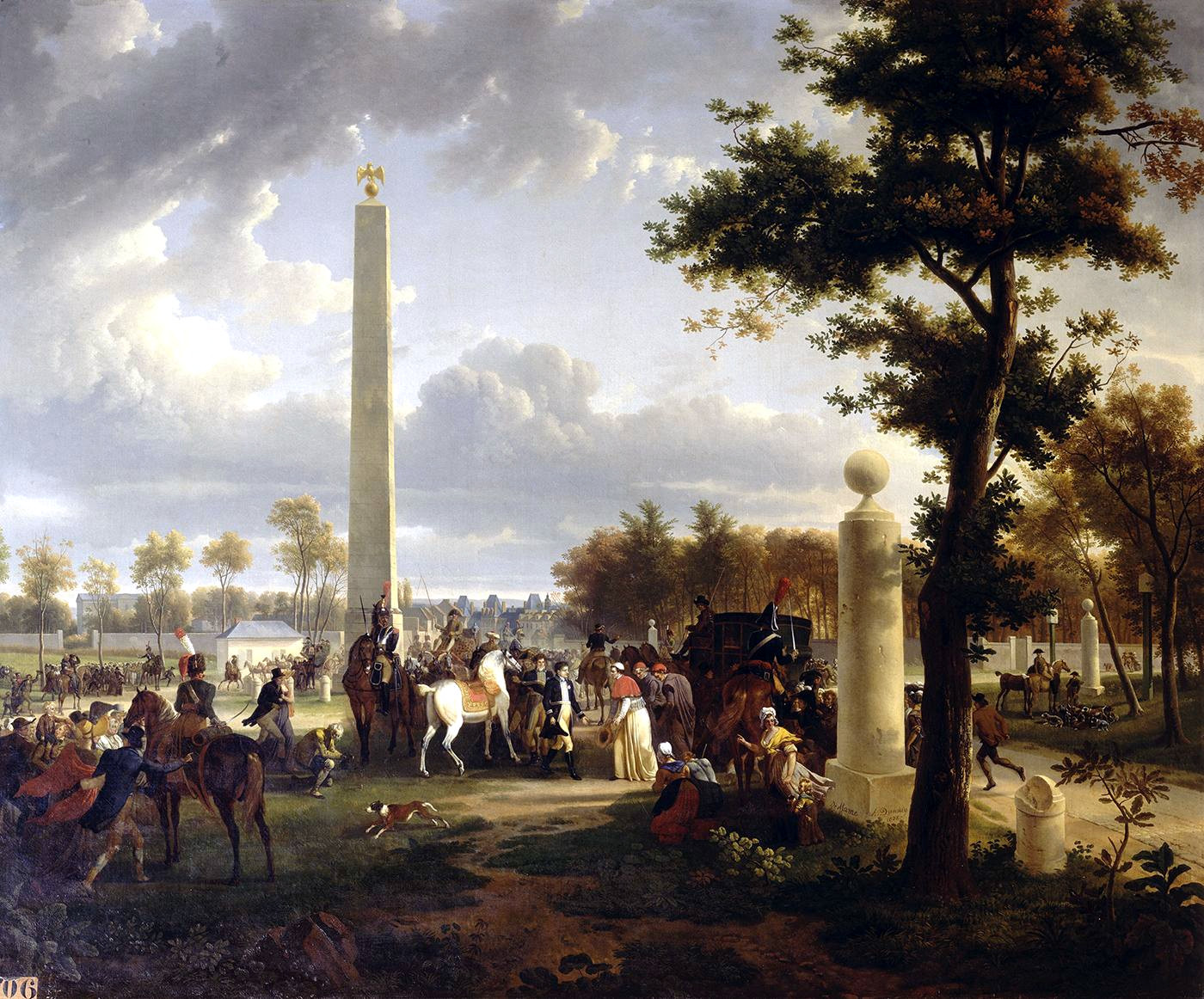
Rencontre de Napoléon et du pape Pie VII dans la forêt de Fontainebleau, le 25 novembre 1804

Parmi ses grands tableaux figurent :
| Nom de l'œuvre                               | Technique                  | Collection | Référence |
| -------------------------------------------- | -------------------------- | --- | --------- |
| Une foire à la porte d'une auberge           | huile sur toile            | musée du Louvre Paris |           |
| Foire de village                             | huile sur toile            | musée du Louvre Paris |           |
| Une route sur laquelle on voit une diligence | huile sur toile            | musée du Louvre Paris |           |
| Intérieur de corps de garde années 1780      | huile sur toile 49 × 57 cm | Wallace Collection Londres | Musée     |
| L'Élixir vers 1804                           | huile sur toile 49 × 60 cm | Wallace Collection Londres | Musée     |
| La Foire                                     | huile sur toile            | musée royal Bruxelles |           |
| Saltimbanques devant une auberge             | huile sur toile            | musée de Grenoble |           |
| Le Marché conclu                             | huile sur bois             | musée des beaux-arts de Dijon | [ 9 ]     |
| Le Départ pour le marché                     | huile sur toile 50 x 61 cm | musée des beaux-arts de Dijon | [ 10 ]    |
| Entrevue de Napoléon et du pape Pie VII      | huile sur toile            | musée national du Château Fontainebleau |           |
| La bascule                                   | huile sur bois             | M.N.R., œuvre récupérée à la fin de la seconde guerre mondiale, dépôt du musée du Louvre, en attente de sa restitution à ses légitimes propriétaires, musée Baron-Martin, Gray (Haute-Saône). |           |
| La fête sur le mail                          | huile sur toile            | |           |
| Visite à l'alchimiste                        | huile sur toile            | |           |
| Foire de Makarieff                           | huile sur toile            | |           |
| Le village en fête                           | huile sur toile            | |           |
| Le messager fidèle avant 1787                |                            | Musée des Beaux-Arts et d'Archéologie Joseph-Déchelette |           |